# Eryk Adamczyk
Eryk Adamczyk (ur. 9 października 1933 w Radlinie, zm. 14 grudnia 2022 we Wrocławiu) – polski prawnik, lekarz weterynarii, specjalizujący się w higienie surowców zwierzęcych, parazytologii, prawie sanitarnym, toksykologii żywności; nauczyciel akademicki związany z Uniwersytetem Przyrodniczym we Wrocławiu.

## Życiorys
Urodził się w 1933 roku w Radlinie, w powiecie wodzisławskim. Po ukończeniu szkoły średniej studiował weterynarię na Wyższej Szkole Rolniczej we Wrocławiu, która ukończył w 1958 roku, zdobywając dyplom lekarza weterynarii. Następnie podjął studia prawnicze na Wydziale Prawa Uniwersytetu Wrocławskiego, gdzie w 1962 roku uzyskał dyplom magistra prawa. Działalność zawodową rozpoczął w 1958 roku po ukończeniu pierwszego kierunku studiów, zatrudniając się w PZLZ w Oławie, a następnie od 1959 roku pracował jako inspektor Weterynaryjnej Inspekcji Sanitarnej przy Zakładach Mięsnych we Wrocławiu. W 1963 roku rozpoczął pracę w Katedrze Higieny Produktów Zwierzęcych Wydziału Weterynaryjnego WSR we Wrocławiu, gdzie pracuje nadal, po uzyskaniu kolejnych stopni naukowych jako profesor nadzwyczajny, profesor zwyczajny, pełniąc funkcję kierownika Katedry. Od 1982 roku był przez jedną kadencję prodziekanem do spraw studenckich. 
W 1987 roku został wybrany dziekanem Wydziału Weterynaryjnego. Z jego inicjatywy Wydział Weterynaryjny AR we Wrocławiu został przemianowany na Wydział Medycyny Weterynaryjnej. Powołał Społeczną Radę Rozwoju Wydziału oraz Stowarzyszenie Absolwentów Wrocławskiego Wydziału Medycyny Weterynaryjnej. Zainicjował uhonorowanie Wydziału tablicą 100-lecia Uczelni Medycyny Weterynaryjnej, tablicą Rektorów Akademii Medycyny Weterynaryjnej we Lwowie, tablicą Dziekanów Wydziału Medycyny Weterynaryjnej we Wrocławiu, sztandarem Wydziału oraz obeliskiem 25-lecia Wydziału we Wrocławiu. Jest współautorem ujednoliconych programów dydaktycznych krajowych wydziałów weterynaryjnych. Przyczynił się do wpisania Wydziału do Stowarzyszenie Szkół Weterynaryjnych w Europie (E.A.E.V.E.). W latach 1989–1999 zapraszany był jako "visiting-professor" na Wydziały Medycyny Weterynaryjnej w Berlinie Zachodnim, Gießen, Monachium, Mediolanie i Lizbonie. 
Jego dorobek naukowy obejmuje ponad 200 prac, na które składają się artykuły naukowe, monografie, studia i rozprawy, ekspertyzy, skrypt oraz dwie wersje filmu dydaktycznego. Jest promotorem 6 przewodów doktorskich. Jego zainteresowania naukowe koncentrują się na skażeniach żywności pochodzenia zwierzęcego polichlorowanymi insektycydami i bifenylami (DDT, PCB), parazytologii oraz ustawodawstwa weterynaryjnego. Jest ekspertem rozstrzygającym zagadnienia prawodawstwa sanitarno-żywnościowego środowiska weterynaryjnego. Prywatnie jego pasją jest historia Europy ze szczególnym uwzględnieniem roli i miejsca Śląska w dziejach państw ościennych. Poświęcił także wiele uwagi początkom i losom weterynarii w dawnej i współczesnej Europie. Jest aktywnym członkiem Światowego Stowarzyszenia Historyków Weterynarii.